# Туричино (озеро)
Туричино или Туричинское — озеро в Туричинской волости Невельского района Псковской области.
Площадь — 1,1 км² (109,0 га). Максимальная глубина — 6,0 м, средняя глубина — 4,0 м.
На северном берегу находится волостной центр деревня Туричино.
Проточное. Относится к бассейну реки Дрисса (приток Западной Двины).
Тип озера лещово-плотвичное с уклеей и судаком. Массовые виды рыб: щука, окунь, плотва, лещ, красноперка, судак, язь, густера, щиповка, верховка, уклея, линь, налим, вьюн, карась, карп (возможно).
Для озера характерно: илисто-песчаное дно, камни, песок.